# Cheiracanthium conspersum
Cheiracanthium conspersum är en spindelart som först beskrevs av Tord Tamerlan Teodor Thorell 1891.  Cheiracanthium conspersum ingår i släktet Cheiracanthium och familjen sporrspindlar.
Artens utbredningsområde är Nicobarerna. Inga underarter finns listade i Catalogue of Life.